# Riley Armstrong
Riley Armstrong (n. 8 noiembrie 1984, Saskatoon, Saskatchewan, Canada) este un jucător de hochei pe gheață canadian. A jucat la echipa Detroit Red Wings din SUA.

## Cariera sportivă
| 2002–03    | Kootenay Ice          | WHL        | 65 | 6  | 10 | 16 | 69  | 10 | 0 | 1  | 1  | 14 |
| 2003–04    | Everett Silvertips    | WHL        | 69 | 18 | 26 | 44 | 119 | 21 | 5 | 4  | 9  | 46 |
| 2004–05    | Cleveland Barons      | AHL        | 70 | 8  | 11 | 19 | 117 | —  | — | —  | —  | —  |
| 2005–06    | Cleveland Barons      | AHL        | 64 | 4  | 5  | 9  | 67  | —  | — | —  | —  | —  |
| 2006–07    | Worcester Sharks      | AHL        | 73 | 19 | 17 | 36 | 108 | 6  | 0 | 1  | 1  | 12 |
| 2007–08    | Worcester Sharks      | AHL        | 64 | 15 | 19 | 34 | 91  | —  | — | —  | —  | —  |
| 2008–09    | Worcester Sharks      | AHL        | 71 | 25 | 17 | 42 | 101 | 12 | 3 | 10 | 13 | 46 |
| 2008–09    | San Jose Sharks       | NHL        | 2  | 0  | 0  | 0  | 2   | —  | — | —  | —  | —  |
| 2009–10    | Abbotsford Heat       | AHL        | 38 | 11 | 8  | 19 | 55  | —  | — | —  | —  | —  |
| 2009–10    | Grand Rapids Griffins | AHL        | 17 | 3  | 2  | 5  | 14  | —  | — | —  | —  | —  |
| NHL Totals | NHL Totals            | NHL Totals | 2  | 0  | 0  | 0  | 2   | —  | — | —  | —  | —  |